# Бадалов, Руслан Нурдиевич
Русла́н Нурди́евич Бада́лов (23 сентября 1955, село Берлиновка, Красноармейский район, Кокчетавская область, Казахская ССР, СССР) — советский борец вольного стиля, общественный деятель, правозащитник. Глава ЧКНС и член правления ЯИМЧ. Обладатель Кубка СССР, чемпион СССР (1982), обладатель Кубка Канады (1982), призёр первенства мира (1975), мастер спорта СССР международного класса, Заслуженный тренер России.

## Биография
Родился в 1955 году в селе Берлиновка Красноармейского района Кокчетавской области Казахской ССР. Окончил факультет физического воспитания Чечено-Ингушского государственного университета и Ростовский институт народного хозяйства.

### Спортивные результаты
В 15 лет начал тренироваться у известного тренера Дэги Багаева. Выступал во втором полусреднем весе (до 74 кг). В 1973 году в Киеве стал обладателем Кубка СССР. В дальнейшем успешно выступал на многих всесоюзных и международных турнирах.
- Чемпионат СССР по вольной борьбе 1979 года — ;
- Чемпионат СССР по вольной борьбе 1982 года — ;
- Летняя Спартакиада народов СССР 1983 года — ;
- Обладатель Кубка СССР — 1973, 1974, 1976, 1977 годы;
- Обладатель Кубка Канады — 1982;
- Победитель первенства СССР среди юниоров — 1974 год;
- Призёр первенства мира — 1975 год;
- Чемпион Вооружённых Сил и Военно-морского флота СССР — 1975—1978 годы;
- Призёр Тбилисского международного турнира — 1975, 1977, 1982 годы;
- Призёр и победитель международного турнира на призы Александра Медведя — 1980, 1981 годы;
- Победитель и призёр международных турниров в Тегеране (1980), Чехословакии (1982), Монголии (1983);
- Победитель Спартакиады народов РСФСР — 1975 и 1979 годы;
- Чемпион РСФСР — 1980 год;
- Чемпион ВЦСПС — 1980 и 1981 годы;

### Работа и общественная деятельность
После завершения спортивной карьеры работал тренером, заместителем и председателем ВДФСО профсоюзов Чечено-Ингушской АССР, председателем спорткомитета республики.
С началом второй чеченской войны в 1999 году с семьёй переехал в Ингушетию. Создал и возглавил правозащитную организацию Чеченский комитет национального спасения.

## Семья
Женат, имеет двух сыновей и дочь. Три младших брата Руслана Бадалова также занимались борьбой и достигли заметных успехов.